# تئو سنادلرس
تئو سنادلرس (هلندی: Theo Snelders؛ زادهٔ ۷ دسامبر ۱۹۶۳) یک بازیکن فوتبال اهل هلند است.

## تیم ملی
وی همچنین در تیم ملی فوتبال هلند بازی کرده است.